# Jaffna
Jaffna (en tamil: யாழ்ப்பாணம் [ja:ɻ'pa:ɳam], donde யாழ்=arpa y பாணம்= pueblo, por lo tanto sería Ciudad de las Arpas) es una ciudad al norte de Sri Lanka a unos 400 km de Colombo, es la segunda ciudad en importancia del país, la población ha disminuido como consecuencia de la guerra. La ciudad es la capital cultural de los tamiles.
Fue fortificada en la época de la dominación portuguesa y el fuerte reformado por los holandeses en 1680. El fuerte estaba en ruinas a mediados del siglo XX y fue posteriormente restaurado con fondos holandeses. La ciudad tiene interesantes templos.

## Personajes ilustres
- M.I.A.: Cantante, se crio en Jaffna.